# Аканес
Аканес (грец. Ακανές) — грецькі солодощі, схожі на лукум, тільки приправлені свіжим маслом з козячого молока, а не фруктовими есенціями. Вважається спеціалістом міста Серре в Північній Греції.
Назва аканес походить від часу османського панування в Греції, коли його називали хаканес халва або королівська халва (hakan походить від турецьких han і kağan).
Солодоші найбільш поширені в районі Сере, а також у кондитерських магазинах по всій Греції. Комерційні назви аканес часто супроводжуються словом Лайлія (akanes Lailia), яке стосується гори Лайлія в Сере..
Північні греки глузливо називають мешканців Сере (і вболівальників місцевого СК Пансерайкосу) «аканедес».